# 힐리(heally)
|  | 이 문서에 삭제가 신청되었습니다. 신청자: 양념파닭 (기여) 삭제 기준: G11 - 명백한 광고나 홍보 삭제 신청자에게: 빠른 삭제 기준에서 자세한 삭제 기준을 확인할 수 있으며, 기준에 명시된 사유에 한해서만 삭제가 가능합니다. 삭제 신청할 때 고려할 점을 읽어 보시고 대안을 고려해 보세요. 문서 기여자에게: 제가 기여한 문서에 삭제가 신청되었는데 어떻게 해야 할까요? 당황하지 마세요. 삭제 신청 대처를 읽어보시고, 이 문서에 왜 삭제가 신청되었는지 다시 한번 생각해 보시고 문서를 보강해 주세요. 잘못된 삭제 신청이거나, 삭제 신청에서 언급된 문제점을 해결한 후에는 삭제 신청 틀을 떼도 됩니다. 단, 자신이 만든 문서에 대한 삭제 신청은 스스로 틀을 떼어서는 안 됩니다. 삭제 신청이 잘못된 것이라고 생각할 경우, 삭제 신청 틀 아래에 {삭제 신청 이의}를 추가하고, 아래의 버튼을 통해 이 문서의 토론 문서에 삭제 신청에 대한 의견을 남길 수 있습니다. 삭제 신청자에게: 문서 역사를 참고하여 해당 문서의 작성자나 주 편집자의 사용자 토론 문서에 아래 내용을 넣어 삭제 신청 사실을 알려 주세요. {{풀기:삭제 신청 알림\|힐리(heally)\|G11 - 명백한 광고나 홍보}} -- ~~~~ |

힐리(영어: Heally)는 대한민국의 마사지 예약 플랫폼이다. 해당 앱은 WITHCARES Corp.에서 개발했으며, 서울특별시 금천구에 본사를 두고 있다.

## 개요
힐리는 사용자가 온라인을 통해 전국의 마사지샵, 스파, 왁싱샵 등을 검색하고 예약할 수 있도록 지원하는 플랫폼이다. 앱은 구글 플레이와 애플 앱스토어를 통해 배포되고 있으며, 마사지 예약뿐만 아니라 할인 쿠폰, 고객 리뷰, 포인트 적립 등의 기능을 제공한다.

## 기능
- 바로 결제 서비스 – 전화 통화 없이 24시간 결제와 예약을 동시에 처리 가능[2]
- 할인 혜택 – 신규 가입 시 100,000원 할인 쿠폰팩, 매일 제공되는 룰렛 쿠폰, 선착순 할인 쿠폰 등 다양한 프로모션을 제공[2][3]
- 리뷰 시스템 – 실제 방문 후 이용 완료한 회원만 리뷰 작성 가능, 서비스 신뢰성 확보[2]
- 제휴 매장 – 전국 3,000여 곳 이상의 검증된 마사지 및 스파 매장 정보 제공[2]

## 역사
- 2020년: 서비스 출시
- 2023년: 전국 제휴 매장 1,000곳 돌파
- 2025년: 프리미엄 브랜드 힐리 블랙(Heally Black) 런칭[1]

## 같이 보기
- 마사지
- 스파
- 웰니스 산업